# Małgorzata Zacharska
Małgorzata Urszula Zacharska (ur. 9 listopada 1968) – polska kostiumografka filmowa.

## Życiorys
Ukończyła studia na Akademii Sztuk Pięknych w Łodzi, zajmuje się projektowaniem kostiumów do filmów, przedstawień teatralnych i spotów reklamowych. Jest laureatką nagrody Festiwalu Polskich Filmów Fabularnych w Gdyni oraz trzykrotną zdobywczynią Polskiej Nagrody Filmowej Orzeł w kategorii najlepsze kostiumy (ponadto dziesięciokrotnie nominowana do tej nagrody). Członkini Polskiej Akademii Filmowej. Prowadzi w Łodzi firmę Tempus Film, wraz z Jackiem Gaczkowskim i Piotrem Strzeleckim, odpowiedzialną za produkcję filmową.

## Kostiumy
- 1995: „Szabla od komendanta”
- 1996: „OjDADAna”
- 1997: „Gąszcz”
- 1997: „Heweliusz”
- 1998: „Historia kina w Popielawach”
- 1999: „Wojaczek”
- 2000: „Daleko od okna”
- 2000: „Szczęśliwy człowiek”
- 2001: „Angelus”
- 2001: „Requiem”
- 2002: „Antychryst”
- 2003: „Die stunde der Offiziere”
- 2003: „Marcinelle”
- 2003: „Pornografia”
- 2003: „Siedem dni”
- 2005: „Karol. Człowiek, który został papieżem”
- 2006: „Dzieci wojny”
- 2007: „Dlaczego nie!”
- 2007: „Wehrmacht”
- 2008: „Mała Moskwa”
- 2008: „Wiosna 1941”
- 2009: „Generał Nil”
- 2010: „Cudowne lato”
- 2010: „Nie ten człowiek”
- 2010: „Wenecja”
- 2011: „80 milionów”
- 2011: „Wymyk”
- 2012: „Zabić bobra”
- 2014: „Fotograf”
- 2014: „Serce, serduszko”
- 2015: „Panie Dulskie”[6]
- 2017: „Maria Skłodowska-Curie”
- 2020: „Sala samobójców. Hejter”[7]
- 2021: „Żeby nie było śladów”
- 2022: „Orzeł. Ostatni patrol”[6]
- 2023: „Znachor”[7]

## Wyróżnienia
- 2000: Nagroda za kostiumy za film „Daleko od okna” na Festiwalu Polskich Filmów Fabularnych w Gdyni
- 2001: Nominacja do Polskiej Nagrody Filmowej, Orzeł za najlepsze kostiumy za film „Daleko od okna”
- 2004: Nominacja do Polskiej Nagrody Filmowej, Orzeł za najlepsze kostiumy za film „Pornografia”
- 2008: Polska Nagroda Filmowa, Orzeł za najlepsze kostiumy za film „Mała Moskwa”
- 2011: Polska Nagroda Filmowa, Orzeł za najlepsze kostiumy za film „Wenecja”
- 2016: Nominacja do Polskiej Nagrody Filmowej, Orzeł za najlepsze kostiumy za film „Panie Dulskie”
- 2018: Polska Nagroda Filmowa, Orzeł za najlepsze kostiumy za film „Maria Skłodowska-Curie”
- 2021: Nominacja do Polskiej Nagrody Filmowej, Orzeł za najlepsze kostiumy za film „Sala samobójców. Hejter”
- 2022: Nominacja do Polskiej Nagrody Filmowej, Orzeł za najlepsze kostiumy za film „Żeby nie było śladów”
- 2023: Nominacja do Polskiej Nagrody Filmowej, Orzeł za najlepsze kostiumy za film „Orzeł. Ostatni patrol”
- 2024: Nominacja do Polskiej Nagrody Filmowej, Orzeł za najlepsze kostiumy za film „Znachor”[7]